# Colwell-Massiv
Das Colwell-Massiv ist ein 6 km langes und 2635 m hohes Massiv in der Royal Society Range des ostantarktischen Viktorialands. Es wird vom Palais-, dem Ferrar- und dem Rotunda- eingefasst.
Das Advisory Committee on Antarctic Names benannte es 1994 nach der US-amerikanischen Mikrobiologin Rita R. Colwell (* 1934), die Feldforschungen in Antarktika betrieb.